# Webbredaktör
En webbredaktör arbetar med organisationers webbplats på Internet, eller i dess interna nätverk – intranät. Webbredaktören ser till att webbplatsen uppfyller de behov användarna har och fungerar som garant för att informationen som publiceras är aktuell, relevant och korrekt. Det kan röra sig om allt från information som företag vill förmedla till sina anställda eller till sina kunder, till att redigera och publicera texter till ett webbaserat nyhetsmedium, till att producera texter och annonser i en kommersiell webbutik, till att ansvara för innehållet i en opinionsbildande blogg. Förutom det mer redaktionella arbetet är det vanligt att webbredaktören även får ansvara för underhåll och teknikutveckling, samt för grafisk produktion och design.
Webbredaktörens kompetens spänner därför över ett mycket brett register och området avgränsas ofta utifrån organisationens storlek och tillgång till ytterligare kompetens. Yrket handlar i stor omfattning om förmåga till kommunikation, samarbete och flexibilitet, vilket förutsätter initiativförmåga och kreativitet.